# Vinko Pallotti
Sveti Vinko Pallotti je utemeljitelj Družbe katoličkog apostolata:  Palotinci.

## Vinko Pallotti - Utemeljitelj Družbe katoličkog apostolata
Sveti svećenik Vinko Pallotti (Vincenzo Pallotti) bio je nadahnut uzvišenim i plemenitim idealom oživljavanja i promicanja vjere i djela milosrđa među katolicima diljem svijeta. Živeći u samom središtu Crkve, te kroz svoje mnogobrojne apostolske aktivnosti, duboko je uvidio težinu problema s kojima se kršćanstvo suočavalo u doba velikih promjena. Intuitivnom je vizijom shvatio kako ti problemi mogu biti riješeni samo onda, kada će svaki kršćanin postati svjestan svoje vjerničke odgovornosti i surađivati u apostolatu Crkve. To ga je dovelo do utemeljenja jedne zajednice koju je nazvao „Družba katoličkog apostolata“ kojoj na jednak način pripadaju i svećenici i redovnici i laici. Kasnije je na toj jezgri osnovao dvije vjerske zajednice, jednu za muškarce, a drugu za žene. Bio je to predivan ideal, veoma potreban u vrijeme njegova življenja. No on je još potrebniji danas, kada su vjera i djela milosrđa suočeni s još većim preprekama od onih nastalih nakon Francuske revolucije.
Pogledajmo povijesni kontekst njegova vremena. Vinko Pallotti je rođen u Rimu 1795. u vrlo nemirno doba za taj grad i svijet. Tko god proučava posljednje desetljeće 18. stoljeća, uočit će neobičnu sličnost s današnjim vremenom. Bilo je to vrijeme ratova, revolucija i pohoda velikih vojski. Stare su države propadaju, nastaju novi vladalački oblici i pojavljuju se nova društvena gibanja.
Tisuću godina je središnjim dijelom Italije vladao Vrhovni crkveni poglavar koji je ujedno bio i gospodar Papinske države. Zajedničko nasljeđe svih vladavina papa bili su sreća i blagostanje sve do Francuske revolucije. Tada su nezadovoljnici željni promjena, koji su stanovali s druge strane Alpa, ubrzo stupili u zavjeru s vođama revolucije.
Kada se ukazao za to pogodan trenutak, članovi su pariškog vodstva poslali u Italiju vojsku pod zapovjedništvom Napoleona Bonapartea. Papa Pio VI. bio je primoran potpisati dva prijateljska ugovora s revolucionarima koji su mu oduzeli dio zemlje i zahtijevali isplatu velike svote novca.
Naravno, nisu bili zadovoljni tim djelomičnim ustupcima. Uskoro su pronašli izgovor da okupiraju cijelu Papinsku državu, svrgnu i prognaju papu, te proglase Rimsku republiku, posvema uređenu po uzoru na Francusku. U ovako burnom svijetu, rođen je Vinko Pallotti, treće od desetero djece od kojih je samo četvero doživjelo zrelu dob. Njegovi su roditelji bili iznimno pobožan bračni par, te je stoga njihova glavna briga bila odgojiti svoju djecu u ljubavi i strahu Božjem. Bezvjernički zahtjevi i način života onog vremena nisu uspjeli zahvatiti dom Pallottijevih.

### Poziv
Vinko je još od djetinjstva osjećao jaku želju za svećeništvom, a kada je kazao svojim roditeljima da je to njegov poziv, silno su se obradovali njegovu izboru. Neko je vrijeme razmišljao o tome treba li postati dijecezanski svećenik ili se pridružiti nekom redu. Na koncu su ga njegovi savjetnici uvjerili da će najbolje služiti Bogu kao dijecezanski svećenik.
Studij filozofije započeo je na Rimskom kolegiju, a 1811. kao šesnaestogodišnjak, primio je kleričku tonzuru. Zlokobni politički uvjeti, koji su se poput sjena nadvili nad rani dio Vinkova života, nisu imali pozitivnog pomaka ni tijekom njegova studija. Naprotiv, postajali su sve ozbiljniji. Napoleon Bonaparte, tada već okrunjen za cara Francuske, proglasio je 1809. potpuno ukinuće Papinske države, a papu je nazvao samo gostom francuskih vlasti u Rimu. Protiv ovog kršenja papinskih prava, Pio VII. izdao je bulu Quum Memoranda kojom je izopćio uzurpatore iz Crkve. Napoleon je bio jako ozlojeđen na papu i zatvorio ga u Fontainebleau.
Kada je Vinko Pallotti studirao na Rimskom sveučilištu, Papinska je država bila prezrena i izrugivana čak i u samom Rimu. Svećenici nisu nosili kleričku odjeću na ulicama zbog straha od uvreda nanošenih od strane vojnika i svjetine. Bogoslovije i sjemeništa u gradu su bili zatvoreni. Nekolicina svećeničkih kandidata je bila prisiljena živjeti u roditeljskim kućama. Na sreću, Rimsko sveučilište gdje su bogoslovi mogli imati filozofsko-teološko obrazovanje, bilo je još uvijek otvoreno.
Mladi je svećenik Vinko, živeći kod kuće, uspio nadići čak i strogoću samostanskog života. Navikao se spavati na podu; bio je discipliniran do te mjere da su njegovi roditelji obavijestili njegova ispovjednika kako bi on utjecao na smanjenje tih trapljenja. No ispovjednik je odgovorio da je Vinkovo mrtvljenje božanskog izvora. „Prst Božji je na djelu“, kazao je.
Na kraju redovnog studija, Vinko je zaređen za svećenika 1818. Njegovo visoko školovanje je bilo izvrsno i okrunjeno doktoratom filozofije i teologije. Njegov završni ispit je bio toliko izvrstan da je dobio stipendiju u svrhu daljnjeg školovanja. Postao je član Teološke akademije na sveučilištu, a nakon deset godina po završetku studija postao je voditelj njezinih sjednica.
Vinkovo oduševljenje nije moglo biti zadovoljeno samo intelektualnim postignućima. Gorljiva želja da pridobije duše za Krista izrastala je iz dubine njegova duhovnog života, tako da je unatoč svojim profesorskim dužnostima vršio aktivan apostolat među svojim učenicima i prijateljima. Nekoliko je godina bio predsjednik bratovštine mladića, a kasnije je preuzeo brigu o jednoj ubožnici. Također je bio usrdan promicatelj Svetog instituta za prvu pričest, značajne institucije koja i danas postoji u Vječnom Gradu. U tom institutu zatvorenog tipa priprema se djecu za prvu pričest.
Revnost i apostolska aktivnost oca Vinka privukla je pozornost njegovih nadređenih koji su dobili njegovu podršku u obnovi rimskih bratovština i ustanova koje se brinu za siromašne. Mnogo je njihovih članova bilo maknuto s dotadašnjih položaja tijekom francuske vladavine, a preostali članovi bili su okuženi liberalnim vjerskim stavovima. Takvo je bilo i „Zanatsko sveučilište“, u kojem su obućari, izrađivači kočija, pekari i ostale zanatlije bili ujedinjeni radi dobrotvornih i vjerskih ciljeva. Svako je „sveučilište“ imalo svoju crkvu u kojoj je, po starom običaju, zajednica bila duhovno vođena i jednom godišnje obavljala duhovne vježbe. Mnogo su godina, nažalost, duhovne vježbe bile bezuspješne, sve dok crkveni poglavari u Rimu nisu pronašli oca Pallottija, instrument dan providnošću, kao obnovitelja izvornih ciljeva tih „sveučilišta“.
Otac Pallotti je reorganizirao vijeća „sveučilišta“, postavio nove upravitelje, vodio duhovne vježbe i u kratko vrijeme vratio ovim uglednim institucijama, baštini iz doba vjere, izvorni sjaj.
Istaknut ćemo jednu bratovštinu čija je svrha bila duhovno pomagati onim zločincima, koji su bili osuđeni na smrt. Ta je bratovština imala vlastitu crkvu posvećenu sv. Ivanu Krstitelju. Mnogo joj je godina otac Pallotti služio, a dio njegove dužnosti bio je ostati sa zatvorenikom i dati mu duhovnu pomoć tijekom zadnjih nekoliko sati života, te ga dopratiti do vješala. Neki su rezignirali pred svojom sudbinom, dok drugi nisu. Pallotti je mnoge nesretnike, čija srca drugi svećenici nisu uspjeli omekšati, uspio izmiriti s Bogom in extremis. Njegova je ljubav prema ovom teškom apostolatu postala toliko velika, da je čak nekoliko puta izrazio želju da jednoga dana bude pokopan u društvu onih, čije je spasenje, kao i onom „dobrom razbojniku“ Dizmi, bilo obećano u zadnjem trenu.
Njegovi su mu nadređeni povjerili službu duhovnika u nekim rimskim bogoslovijama i samostanima. Pozivi da bude ispovjednik i propovjednik dolazili su iz tolikih izvora da je smatrao potrebnim dati ostavku na mjesto profesora Rimskog sveučilišta kako bi se potpuno posvetio aktivnom apostolatu.
Među rimskim bogoslovijama bilo je i nekoliko vrlo poznatih, drevnih ustanova od kojih je najpoznatiji Kolegij Propaganda. Upravitelji i studenti tih ustanova običavali su dolaziti ocu Pallottiju po savjet, utjehu i duhovno usmjerenje. Kako su godine prolazile, ti su studenti završavali studij i odlazili kao misionari diljem svijeta. Nosili su sa sobom uspomenu na svetog svećenika koji je usmjeravao njihove prve korake prema Kristovoj službi. Neki su od njih kasnije postali i biskupi, te su rado svjedočili po svojim sjećanjima o Pallottijevoj svetosti kada bi se za to ukazala prilika. Molbe za njegovu beatifikaciju pristizale od njih posebno tijekom zasjedanja I. vatikanskog sabora. I bio je to znak Božje providnosti, da je ovaj apostol proglašen svetim početkom II. vatikanskog sabora, kada su oči cijeloga svijeta bile uprte u Rim.
Otac Pallotti je veoma jasno uvidio da se svetost prije svega sastoji u izvršavanju Božje volje koja se očituje u volji nadređenih. Poznatom profesoru Svetog pisma, koji se zaželio umirovljenja i kontemplativnog života, napisao je sljedeće:
```
 „Bog ne traži od Vas da postanete svetac u tišini i strogosti La Trappea, Charterhousea ili pak Hermitagea
 (klauzurnih samostana, op. prev.). Bog traži od Vas da postanete svetac u svijetu, svakodnevnom životu, tijekom
 Vašeg odmora i ugodnih trenutaka. Svetost se sastoji u vršenju Božje volje. Možete koristiti razgovor kao put k
 svetosti. Započnite razgovor o nekoj temi koja zanima Vašeg sugovornika, ali ga dovršite s temom koja zanima Vas.
 Možete postati svetac jednako lako tijekom kakove književne rasprave, znanstvene akademije, za katedrom među
 obrazovanima, kao i među bludnicima i grešnicima. U svijetu možete biti svetac postajući sve svima, kako biste
 svakog pridobili za Krista.“
```

Crkveni su poglavari u potpunosti shvatili vrijednost Pallottijevog djelovanja i njegovih velikih darova. Za nagradu i kao poticaj ponudili su mu mjesto kanonika koju je s poštovanjem odbio. Nakon kratkog vremena, ponudili su mu svećeničku službu u velikoj i bogatoj Župi sv. Marka. Ponovo je odbio.
Početkom 1835. napisao je u svoj duhovni dnevnik:
```
 „Moj Bože, još uvijek nisi izlio svoje milosrđe na mene, no vjerujem da ćeš sada započeti.
 Za prvi pokaz tvoga milosrđa molim da me neko tvoje stvorenje, s tvojim odobrenjem prezre,
 kazni, povrijedi i ponizi kako bi zauzdao moje zle strasti, a pogotovo moj ponos. Neka se
 sva stvorenja okome na mene, moju neodlučnost. To neka bude na moju štetu i poniženje...“
```

U prošlosti je crkva Duha Svetoga bila nemarno vođena, pa je rektorstvo bilo ponuđeno Pallottiju 1834. godine u nadi da će ju oživiti. Ovoga je puta pristao s puno nadanja, ali se jad prijašnjih upravitelja mogla osjetiti na određene načine. Perfidno su organizirali progon, zanemarivali su ga u razgovoru i ignorirali ga u susretima, a to se nastavilo kroz sljedećih deset godina, no Vinko je to podnosio ne mrmljajući i s milosrđem do začuđujućih i zadivljujućih razmjera. Tako su smatrali svi oni koji su poznavali okolnosti. Ali sam Vinko Pallotti nije bio začuđen, bilo je to ono za što je i molio.

## Povijest reda

### Osnivanje Družbe
U vršenju svog apostolskog služenja, otac Pallotti je okupio oko sebe priličnu skupinu pobožnih duša iscrtanu svim životnim pozivima. Bili su to svećenici, redovnici i bogoslovi koji su pod Pallottijevim vodstvom običavali propovijedati, ispovijedati i poučavati nauk Crkve u zanemarenim dijelovima Rima i njegovim predgrađima. Pobožni su mu laici pomagali i novčanim prilozima i konkretnim služenjem. Redovnice su u tišini svojih samostana i vjerskih zajednica upućivale molitve Bogu za pomoć u žetvi.
Otac Pallotti je bio zahvalan Bogu za toliko mnoštvo revnih i velikodušnih suradnika, ali je ipak jedna stvar manjkala da njegova radost bude potpuna. Njegovi su suradnici služili samo kratkoročno i nisu bili s njime vezani trajnom svezom. Promišljao je o tome kako ujediniti te volontere u jedno i trajno tkivo, sve dok se nije zbio jedan „događaj“ koji nije previše značio drugima, ali je za njega bio prst Božji.
Pri kraju 1834. otac Pallotti, na prijedlog Arapske katoličke misije, odlučuje tiskati izdanje Vječnih maksima sv. Alfonza na arapskom jeziku. Pošto nije imao novca za izdavanje, obratio se svom prijatelju i pokorniku Giacomu Salvatiju i zamolio ga da skupi potrebnu svotu.
Skupiti novac nije nikada bio ugodan zadatak. Giacomo Salvati je bio poslovan čovjek s malo slobodnog vremena na raspolaganju. Osim toga bio je bojažljiva osoba i imao malo povjerenja u svoje sposobnosti za ovaj zadatak.
```
 „Ljudi će me odbijati sa svojih pragova bez da mi daju priliku za objašnjenje“, rekao je ocu Pallottiju.
 No on nije svraćao pozornost na te molbe te je na kraju Salvati odlučio dati sve od sebe. „Barem mi daj
 potvrdu s tvojim potpisom koja će me očuvati u bona fides.“ Čudnovato li! Otac Pallotti je odbio ovaj,
 naizgled, veoma razuman zahtjev i kazao: „Idi u ime Isusa raspetoga!“
```

Može se jasno zamisliti kako je bilo Giacomu Salvatiju započeti zadatak s veoma pomješanim osjećajima. Kako će ga ljudi primati i što će im reći? Bio je jako iznenađen što mu je prva osoba kojoj je prišao, neki mesar, dao bez oklijevanja stotinu rimskih kruna. Druga, jedan pekar, dao mu je podjednaku svotu. Na kraju prvog dana sakupio je 550 kruna, a na kraju akcije prikupljena svota novca pokazala je jako dobru uspješnost.
Nakon što je tiskanje bilo plaćeno, uviđeno je da je preostala pozamašna svota novca. Očito je Božja providnost upućivala na to da treba osnovati neku redovničku zajednicu koja bi trajno osiguravala karitativno djelovanje.
Na listovima papira svoga duhovnog dnevnika, nađenima nakon njegove smrti, dokaza velike duhovne dubine, nastojao je Pallotti zabilježiti najintimnije odnose svoje duše s njezinim Stvoriteljem. Započinje s uputstvima svoga duhovnika, zatim sadrži njegove refleksije, odluke i opis pojedinih milosti koje mu je Bog davao s vremena na vrijeme. Zanimljivo je zapaziti kako je kratko nakon tek zapisanog „događaja“, Pallotti opisao veliku i jedinstvenu milost dobivenu od Boga nakon što je odslužio misu drugog petka u siječnju 1835. godine:
```
 „Moj najmilosrdniji Bože, ti si mi darovao zadatak pokretanja i osnivanja
 sljedećeg na sigurnim temeljima, promičući, usavršujući i ovjekovječujući
 posljednju želju tvog Presvetog Srca:
 1.        Sveopćeg apostolata među katolicima za promicanje vjere i Kristovih
 načela među nevjernicima i nekatolicima;
 2.        Apostolata za oživljavanje, očuvanje i povećanje vjere u samih katolika;
 3.        Instituciju sveopćeg milosrđa koja se treba uvježbavati u duhovnim i
 tjelesnim djelima milosrđa, tako da bi ti, koji si beskrajno milosrđe, mogao biti
 znan cijelom svijetu na sve načine.“
```

Bio je to Božji poziv koji je Pallotti morao izvršiti. Nakon savjetovanja s duhovnikom, odlučio se za put koji mu je Bog pokazivao. Zatražio je crkveno odobrenje za zajednicu laika, svećenika i redovnika koji su već bili djelovali pod njegovim vodstvom, s prijedlogom da nova družba nosi naziv „Družba katoličkog apostolata“ pod patronatom Marije, Kraljice apostola. Kardinal vikar Rimske biskupije odmah je dao odobrenje novoj družbi. Bilo je to 4. travnja 1835., a tri je mjeseca kasnije Njegova Svetost Grgur XVI. poslao blagoslov ocu Pallottiju i njegovoj Družbu napisavši: „Neizmjerno mnogo blagoslova Družbi katoličkog apostolata, te pobožnom i predanom radu kojeg će izvršavati.“

### Družba katoličkog apostolata
Narav i ustroj Družbe katoličkog apostolata opisao je sam Vinko Pallotti na sljedeći način:
```
 „Družba katoličkog apostolata, osim što treba doprinijeti širenju vjere
 u nevjerničkim zemljama, treba oživljavati i očuvati vjeru u kršćanskim
 zemljama, te surađivati sa svim već postojećim vjerskim zajednicama. Koristan
 je i dobrovoljni rad njezinih članova u vlastitoj profesiji, na radnom mjestu,
 u industriji, jednako kao i u molitvi i žrtvi. Družba dakle nije ograničena
 samo za određenu skupinu ljudi. Mogu joj pripadati svi vjernici, bili oni laici
 ili klerici, muškarci ili žene, obrazovani ili neobrazovani, bogati ili siromašni,
 plemeniti ili ubogi, pozvani ili slučajno pridošli. Oni koji nisu klerici, mogu
 surađivati u ovoj apostolskoj zadaći radeći u svojoj profesiji, na radnom mjestu,
 u umjetnosti ili pak kroz svoje žrtve, isto kao što i svi mogu pomoći molitvom.“
```

Prema tome, članstvo Družbe katoličkog apostolata može biti iscrtano svim društvenim slojevima, a sama je Družba bila stavljena pod hijerarhijsku vlast Crkve.
To je dakle, prvi primjer katoličke akcije u novije vrijeme, kao što je naznačio Pio XI., u sudjelovanju laika u hijerarhijskom apostolatu Crkve.
„Kada je Vinko Pallotti“, kazao je Pio XI., „utemeljio Družbu katoličkog apostolata, prorekao je ne samo naziv, nego također i narav moderne katoličke akcije, njezinu bît u apostolatu laika pod hijerarhijskom upravom. Lijepog li nauma Družbe! U njemu prepoznajemo ruku i srce samoga Boga, uvijek pripravnog u ostvarenju dobrih djela. Gdje god katolička akcija činila dobro, ona neće zaboraviti na trenutke zahvale Bogu za mogućnost djelovanja i za dobru priliku. I urodit će dobrim plodom od svoga, tako lijepog i vrijednog nauka svoga preteče.“
U namjeri za usmjeravanjem djelovanja Družbe, otac Pallotti je okupio oko sebe, u svojoj rezidenciji pored crkve Duha Svetoga, grupu svećenika koji su sačinjavali jezgru Družbe.
Družba katoličkog apostolata je odmah započela s velikim djelovanjem u Crkvi. Stotine tisuća knjiga, listića i brošura tiskano je i poslano u mnoge zemlje; mnoštvo je medaljica, škapulara, ružarija i ostalih vjerskih predmeta bilo darovano. Misionari su, posjećujući Rim, običavali namirivati potrebe svojih misija obraćajući se Družbinom uredu. Po povratku u misionarske krajeve, širili su glas o dobrotvornoj zajednici kojoj je misionarski rad veoma drag, tako da su Družbu preplavljivale molbe za brevijarima, misalima, misničkom odjećom i novčanom pomoći iz najudaljenijih dijelova svijeta – Amerike, Australije i Azije.
U samom su Rimu, članovi Družbe pomagali ocu Pallottiju u vođenju večernjih škola i sirotišta, o čemu će kasnije biti više riječi. Također im je bilo povjereno skupljanje novca namijenjenog Udruzi za promicanje vjere.
Družba je rasla, a njezin je ugled rastao kao i broj suradnika. Otac Pallotti je gorljivo čeznuo za danom kada će moći osnovati veliki misionarski kolegij u Rimu. No uslijedio je težak udarac njemu i Družbi, udarac za koji je bio i molio. Družba se suočavala s velikim neprijateljstvom koje je dolazilo iz dva smjera. Naziv „Družba katoličkog apostolata“ činio se nekim pojedincima preuveličanim, prezirući činjenicu da je otac Pallotti dobio crkveno odobrenje za nj. Nakon Pallottijeve smrti izborili su se za promjenu naziva Pallottijeve Družbe, koja je postala poznata kao Pobožna misijska družba, a to ime je nosila gotovo stotinu godina. Sveta je stolica 1947. odgovorila na molbe Pallottijeve duhovne djece i dopustila vraćanje izvornog naziva ustanove.
No puno ozbiljniji izvor protivljenja dolazio je od nekih članova iz Udruge za promicanje vjere, izvanrednog misionarskog društva koje je osnovala Pauline Jaricot. Ovo se društvo proširilo po cijelom svijetu počevši od svojih četvrti u Lyonu. No kada su odlučili rasprostraniti svoju aktivnost u Rim, shvatili su da je otac Pallotti već bio osnovao zajednicu koja pokriva slično polje rada u Vječnome Gradu. Lijonsko je društvo osjetilo kako bi najbolja metoda u provođenju svojih ciljeva bila izboriti se za ukinuće Družbe.
Predložili su i uvjerili kardinala-prefekta Propagande da sastavi dekret o njezinom ukinuću. Sve je bilo obavljeno u tajnosti i sve što je još trebalo napraviti bilo je priopćiti izrijek osnivaču Družbe.
Jednog je dana otac Pallotti imao sastanak s nekolicinom svećeničkih suradnika Družbe u župnom dvoru koji je bio tik uz crkvu sv. Krševana. Dok su se bavili pitanjima apostolata bila im je najavljena vizitacija. Bio je to tajnik Propagande koji je dostavio pismo kardinala-prefekta. Otac Pallotti je otvorio pismo i pročitao smrtnu presudu Družbi katoličkog apostolata. „I tada, čitajući to pisamo“, piše njegov prvi biograf, „Vinko nije bio uznemiren ili oneraspoložen. Nije se jadao i žalio. Jedino je podigao oči prema nebu kako bi se zahvalio Gospodinu, a potom ih je spustio prema zemlji, poštujući najslađu mu volju. Bez prekidanja započetog posla, nastavio je sastanak s jednakom nepokolebljivošću i mirnoćom.“
General Reda sv. Kamila, koji je prisustvovao ovom događaju, ovako je prokomentirao: „Već sam prije mnio da je Vinko Pallotti svetac, a sada sam potpuno siguran u to.“
Slijedeći savjete svojih prijatelja, otac Pallotti je dogovorio audijenciju kod Svetog oca, na kojoj je s velikom ponizošću razložio cijeli slučaj i pravu svrhu svoje Družbe. Papa Grgur XVI. je već bio svjestan Pallottijevih vrlina i revnosti, te je pozorno slušao njegovo razlaganje.
„Nismo bili primjereno obavješteni o onomu što se događalo“, kazao je. Ishod je bio očuvanje Družbe katoličkog apostolata od ukinuća.
Ne smije se ni pomisliti da je otac Pallotti imao ikakav neprijateljski osjećaj prema Udruzi za promicanje vjere. Naprotiv, počeo je sudjelovati u njezinom radu u Rimu i predao im popis potpisnika Foreign Missionsa koji su dotada surađivali s Družbom katoličkog apostolata.

### Apostolske aktivnosti
Ustanovljenje Družbe omogućilo je ocu Pallottiju u ostvarenju jedne od svojih najdražih zamisli: proslavu oktave Bogojavljenja. Ta velika svetkovina ima sveopće liturgijsko značenje koje nažalost, uglavnom, nije dokraja shvaćeno. To je očitavanje našeg Gospodina nevjernicima, poziv na obraćenje kojeg je Krist uputio poganskom svijetu. Gdje bi li ovaj poziv mogao biti prikladniji nego u Rimu? Obraćenje Rima bio je najveći uspjeh apostola. Rim je središte Crkve. On je težišna točka svih euharistijskih obreda u cijelom kršćanstvu.
Jedna od glavnih Pallottijevih dužnosti nakon ustanovljenja Družbe, bila je organizacija veličanstvene proslave oktave Bogojavljenja. Prva proslava, koja je zapravo imala misijski zadatak, održana je u crkvi Duha Svetoga 1836. godine, a sadržavala je svečane liturgije grčkog, kaldejskog, etiopskog, armenskog, staroruskog i sirijskog obreda. Propovijedi su držane na glavnim europskim jezicima, a svake su večeri svečanom završetku prisustvovali i kardinali.
Sada se već u Rimu oktava Bogojavljenja slavi više od jednog stoljeća i to točno po uputama i nacrtu koje je dao otac Pallotti. Ovo je jedan od većih crkvenih događaja u godini, a prostrana crkva sv. Andrije svakodnevno je ispunjena mnoštvom ljudi koji revno obavljaju duhovne vježbe i obogaćuju se slušajući besjede.
Nedaće koje je donijelo doba industrije, dugo radno vrijeme u nehigijenskim uvjetima, honorarni ugovori i učestalost rada djece, osjećale su se kako u Rimu, tako i u svim velegradovima diljem svijeta. Uvečer je Pallotti odlazio u apostolske dužnosti po Rimu, te susretao mladiće i dječake koji su se vraćali iz tvornica i radionica. Ti su mladi ljudi u potpunosti bili zanemarili obrazovanje jer se nastava održavala istodobno kada je bilo i njihovo radno vrijeme. Što li se moglo učiniti za njih?
Njegovo je rješenje bila večernja škola. Godinama kasnije, jedan je drugi talijanski svećenik iz Torina, Ivan don Bosco, u sličnim uvjetima iznašao slično rješenje. Otac Pallotti je osnovao nekoliko večernjih škola u Rimu i angažirao nastavnike koji su bili aktivni u radu Družbe. No i prije samog otvorenja škole, učionice su bile prepune učenika, njih čak pet stotina.
Godine 1837. Rimom je harala smrtonosna epidemija kolere, jedno od zadnjih većih pustošenja u Europi. Smrću roditelja, mnoga su djeca ostala siročad koja su lutala i prosila po gradu. Postojeće su dobrotvorne ustanove bile preopterećene, tako da je otac Vinko kupio jednu veliku kuću, poznatu pod nazivom Pia casa della Carità, koja još i dan danas postoji, a koju je trebalo osposobiti te je zamolio svoje prijatelje za pomoć u nabavi hrane, odjeće, namještaja i novca. Nakon kratka vremena otvorio je i drugo sirotište, Dom Presvetog Srca, za čija su vremenita dobra brinula dva člana bogatih rimskih obitelji, a na područje duhovnosti pazila je Družba katoličkog apostolata.
Nije bilo lako pronaći prikladne odgojitelje za ove i mnoge druge ustanove s kojima je Pallotti surađivao. Poseban je problem bio pronaći odgojitelje koji bi stanovali u Pia casa della Carità, a što je bilo prijeko potrebno. Otac Pallotti je odlučio osnovati Družbu sestara koja bi imala pravila Družbe katoličkog apostolata i koja bi se posvetila sličnom polju rada. Dok je razmišljao kako to ostvariti, jedna se djevojka, kojoj je on bio duhovnik dugi niz godina, nadahnuta time ponudila za pomoć. Otac Pallotti je vidio u tome Božji prst te je 30. ožujka 1884. Benedetta Gabrielli, kako joj je bilo ime, primila habit Družbe katoličkog apostolata iz Pallottijevih ruku. Ona je bila prva sestra palotinka. Tri su joj mjeseca kasnije pridružile još četiri djevojke. Danas su palotinske sestre raširene po čitavom svijetu. Indijski ogranak sestara palotinki je Svjetovni institut sa središtem u pokrajini Raipur, a nazivaju ih službenicama Kristovim.

### Godine političkih previranja
Godina 1846. bila je važna u životu oca Pallottija, obilježena papinim dodjeljivanjem Družbi katoličkog apostolata crkve i rezidencije u Rimu San Salvatore in Onda, drevnog zdanja gotovo na samoj obali Tibera u kojem je nekoć stanovao poznati Siksto V. prije nego što je postao papa. Na taj je način bilo riješeno pitanje sjedišta Družbe koje je prije bilo podosta udaljeno od crkve Duha Svetoga. Broj novih članova Družbe je rastao, prvi misionari su već bili otišli u Englesku i konačno je bio omogućen cjelovit i uređen život zajednice kojeg je osnivatelj i priželjkivao.
Drugi je veliki događaj bila smrt pape Grgura XVI. i izbor Pija IX. Prethodni je vladao čvrstom rukom tako da su politički protivnici i tajna društva bili potisnuti policijskim i vojnim snagama. No snaga tajnih društava nije se slomila. Dapače, mnogi misle da je Grgur upravo svojom surovom politikom doprinio njihovom jačanju. Pio IX. se pokušao suočiti s njima na drugačiji način. Pokušao ih je razoružati svojom politikom provođenja liberalnih reformi u načinu vladanja Papinskom državom.
Politički ustupci, koje je usvojio Pio IX., nisu imali dobre učinke koje je dobronamjerni papa s povjerenjem očekivao. Kroz osobne susrete s ljudima, otac Pallotti je postao svjestan huškanja, te je u nekoliko prigoda iskazao svoju zabrinutost papi koji ga je iskreno i duboko cijenio. Upozorenja svetog svećenika imala su jak utjecaj na papu.
Sveti je svećenik navukao na sebe mržnju liberala i revolucionara. Optužili su ga da je nazadni konzervativac čiji utjecaj na papu škodi njihovim namjerama, te su učinili sve kako bi spriječili pristup Pallottija Svetom Ocu. No Pio IX. je bio svjestan njegovih vrsnoća, te je odlučio službeno posvjedočiti o Vinkovoj privrženosti i pohvaliti ga. Godine 1847. Družba katoličkog apostolata je organizirala zaista krasnu proslavu oktave Bogojavljenja. Pričestilo se šest tisuća ljudi, a dva je puta i papa sudjelovao predvodeći misno slavlje s kojim je bila i njegova dvorska pratnja. To je bila tako rijetka privilegija da je u crkvi sv. Andrije čak podignuta mramorna spomen-ploča na ovako rijedak događaj. Na kraju cijele proslave, papa je pozvao oca Pallottija i šaljivo mu kazao: „Dakle, don Vinko, jeste li konačno zadovoljni?“ Otac Pallotti je blagonaklono odgovorio: „Vaša Svetosti, još uvijek ima mnogo toga što treba učiniti, pred nama je još dug put.“
Političke su tenzije rasle. Sveti Otac je pokušao smiriti mnoštvo donoseći demokratski ustav Papinske države. Bila je to taktička greška. Papin je ustupak protumačen kao slabost, pa su se bune povećavale i postale učestalijima. Sela i gradovi oko Rima postali su žarištima revolucije, te su Crkva i njezine institucije postale metom teških napada, a tradicionalna vjera seljaka bila je u velikoj krizi. Otac Pallotti i njegova Družba dali su svoj doprinos u sprečavanju otpada od vjere.
U proljeće 1848. održao je pet duhovnih vježbi u malim gradovima po brežuljcima oko Rima, te su njegov primjer slijedili i mnogi drugi svećenici, tako da je opasnost u tim mjestima bila uklonjena. U gradu se situacija samo pogoršavala. Sveti je Otac imenovao prvim ministrom novoosnovane države grofa de Rossija, slavnog državnika i dičnog katolika. No Rossija su mrzila tajna društva i odlučila ga se riješiti.
Priliku koju su odabrali za to bilo je prvo zasjedanje sabora kada je ubojica odjeven kao stražar zadao de Rossiju smrtnu ranu dok je išao na zasjedanje. Moć je prešla u ruke urotnika, papa se zatvorio u palaču Quirinal i nakon nekog vremena pobjegao u svećeničkoj reverendi, te potražio utočište u Napuljskom kraljevstvu.
Nakon papinog bijega grad Rim je pao u pobjedničke ruke neprijatelja koji su progonili sve pristaše papinske politike, a posebno su tragali za onim svećenicima koji su imali veliki ugled u narodu. Prema ocu Pallottiju su se odnosili s osobitom surovošću. Naredili su mu da se u potpunosti povuče iz vojne bolnice gdje je on zajedno sa svojom subraćom svećenicima proveo dugi niz godina nesebično služeći bolesnim i umirućim vojnicima. Prolazeći po posljednji put kroz vrata velike vojne bolnice, pokazao je nenavezanost duha, iskreno zahvaljujući svemogućem Bogu na nanesenom poniženju.
Jedne večeri, dok je revolucija bila na vrhuncu, prolazio je trgom Quirinal. Okupljene su ga skitnice na velikom trgu prepoznale i počele vrijeđati. Jedan je vojnik na dužnosti podigao svoju pušku i pucao prema ocu Vinku. Njegovi su pratioci smatrali da ga je u toj prigodi samo čudo spasilo od smrti.
Pallottijeva su se subraća bojala za njegov život i konačno ga nagovorili da se povuče iz javnog djelovanja. Sklonio se u Irskom kolegiju gdje je živio nekoliko mjeseci tijekom najgoreg razdoblja revolucije. Jednog su dana vojnici pretražili kolegij, kako se pretpostavlja, s namjerom da uhvate bilo koga tko je tamo našao utočište. Otac Pallotti je sjedio za stolom i pisao, ali ga oni nisu mogli vidjeti i kazali su njegovoj subraći kako u sobi nema nikoga. Što li se zbilo? Ne znamo, ali su njegovi drugovi smatrali da je to bilo još jedno čudo. U lipnju 1849. francuske su trupe obnovile red u Vječnom Gradu i istjerale revolucionare. Tako se otac Pallotti mogao vratiti u kuću San Salvatore.

### Posljednji dani života sv. Vinka Palottija
Sjene smrti nadvile su se nad časnog svećenika. Jednom ga je posjetio stari prijatelj otac Bernard Clausi iz Reda manje braće sv. Franje, također svet čovjek. Opraštajući se jedan od drugog, otac Clausi je rekao: „Vinko, za nekoliko mjeseci srest ćemo se u nebu.“
Posjetio je samostan Trinità dei Monti sestara Presvetog Srca. Opraštajući se s časnom majkom, kazao je: „Neću ponovo doći.“ Razgovarajući sa svećenicima Družbe, dao je jasno naslutiti kako ga više neće biti i s njemu svojstvenom poniznošću nadodao:
```
 „Rad dolazi od Boga. Moji grijesi i moj nehaj stajali su mu na putu,
 no napredovat će nakon mog odlaska.“
```

Obično je otac Pallotti sve sam pripremao za proslavu Bogojavljenja. Bilo je tako sve do 1850. godine kada su njegova subraća uvidjela da je ovoga puta odabrao drugog svećenika za organizaciju. Kada su ga upitali za objašnjenje, otvoreno im je kazao: „Dogodine ćete imati proslavu oktave bez mene.“ Kao i obično, proveo je mnoge sate ispovijedajući tijekom oktave. Jedan od njegovih penitenata bio je slabo odjeven i drhtao od hladnoće, pa je otac Pallotti skinuo svoj plašt, kojeg su nosili svi rimski klerici tijekom zime, i dao ga njemu. Toga je dana bilo iznimno hladno, a i sam Pallotti je bio slabo odjeven. Jako se prehladio i trebao je odmirovati barem jedan dan, ali je idućeg dana ponovo otišao ispovijedati. Njegova se prehlada pogoršala i pretvorila u upalu pluća.
Subraća su pozvala liječnika koji ih je upozorio da je slučaj vrlo ozbiljan. Superior kuće je smatrao svojom dužnošću priopćiti Pallottiju stanje stvari i nadodao: „Moli za svoje ozdravljenje.“, a Pallotti je odgovorio: „Ne, sluga sam beskorisni! Moja će smrt bit blagodat Družbi.“
Nakon što se Pallotti pričestio, Družbini su se svećenici okupili i kleknuli oko njegova ležaja. Bila je nedjelja. Ležeći na samrti Pallotti se sjetio da u crkvi puno ljudi čeka na ispovijed. Posljednji titraj apostolskog plamena, kojim je izgarao čitavog života, obasjao je njegovo umiruće lice. „Ljudi čekaju, a ja ne mogu k njima. Idite vi i ispovijedite ih,“ kazao je.
Te je večeri primio bolesničko pomazanje. Jedan je od svećenika gorko zaplakao i rekao: „Oče, što će se dogoditi s Družbom?“ Pallotti je odgovorio: „Živjet će i bit će blagoslovljena od Boga.“ Više od stotinu godina postojanja palotinaca to i dokazuje.
Te je večeri otac Vaccari, najdraži mu učenik, ostao s njime, te shrvan emocijama i tugom zbog pomisli o skorom odlasku njegova duhovnog oca, rekao: „Moli oče, da te Bog ostavi malo duže s nama.“ Pallotti je odgovorio: „Pustite me da odem kada me Bog pozove.“ Preminuo je u noći 22. siječnja 1850. godine.
Silno se mnoštvo ljudi došlo pomoliti kraj njegova lijesa koji je bio izložen tri dana. Tisuće je dijelića odjeće ovog blagog, svetog i poniznog svećenika, kojeg su ljudi još za života štovali kao sveca, odneseno kao relikvije. Ubrzo su započeti kanonski procesi za beatifikaciju, te uspješno završeni točno na stotu obljetnicu njegove smrti 22. siječnja 1950. Postupak je konačno dovršen, kako je već spomenuto, na početku II. vatikanskog sabora kada je papa Ivan XXIII., dne 20. siječnja 1963., svečano i javno proglasio Vinka Pallottija svetim.
Napisao: P. John S. Gaynor SAC

## Palotinske župe u Hrvatskoj

### Župa Blažene Djevice Marije, Kraljice apostola u Zaprešiću
Osnutak župe
Župa B. D. Marije, Kraljice apostola u Zaprešiću osnovana je u ljeto, 1995. g. dijeljenjem župe sv. Petra apostola na dva dijela. Sjeverni dio grada Zaprešića, od nogometnog stadiona kluba Inter i ulice Ljudevita Gaja pripao je novoosnovanoj župi koja je u trenutku osnivanja imala točno 20 ulica, a danas, nakon 13 i pol godina postojanja ima 33 ulice.
U internom dogovoru poglavara Družbe Palotinaca i tadašnjeg Zagrebačkog Nadbiskupa i kardinala, dr Franje Kuharića, preuzimanje župe je dogovoreno u srpnju, 1995. g., kada je dogovoren i titular župe: Marija, Kraljica apostola, a dekret o osnivanju izdanje od Nadbiskupskog duhovnog stola tek 03. 11. 1995. g. dva dana prije nego što je župa zaživjela.
Za prvog upravitelja novoosnovane župe imenovan je P. Mijo Šibonjić SAC (palotinac) koji u Zaprešić dolazi 01. 09. 1995. g. u pratnji delegata, P. Joze Ivića SAC koji se javljaju tadašnjem župniku župe sv. Petra Apostola, vlč. Ivanu Bošnjak, koji upravitelja nove župe P. Miju upoznaje s vjernicima na sv. misi u nedjelju, 03. 09. 1995. i čita obavijest Nadbiskupskog duhovnog stola o osnivanju nove župe u Zaprešiću.
Od tog dana P. Mijo počinje upoznavati svoje nove župljane i s njima tražiti odgovarajući prostor za liturgijska okupljanja vjernika i sebi mjesto za stanovanje. Traženje je potrajalo gotovo cijeli mjesec dana jer na području nove župe i nema nekakvih industrijskih pogona koji bi imali neku veću halu za ustupanje župi, nego su službenici još tada općine Zaprešić župniku, P. Miji predložili nekorišteni prostor jednog velikog atomskog skloništa koji se nalazi 4,7 metara ispod zemlje. Sklonište ima veliku dvoranu od 100 m2, jednu manju dvoranu od 30 m2, još jednu manju od 8 m2 i dva spremišta. Iako taj prostor nije bio baš najprikladniji za liturgijska slavlja jer nije imao prozore, dakle danjeg svijetla i zraka, nismo imali ništa bolje pa smo u listopadu s upravom Zagrebačke policije, u čijoj nadležnosti su tada bila sva skloništa u Zagrebu i okolici, sklopili ugovor o korištenju tog prostora, najprije na dvije godine, a kasnije smo ga produžavali u dva navrata, tako da smo punih pet godina ostali u njemu. Slijedilo je uređenje skloništa: čišćenje, krečenje zidova, stavljanje linoleuma na betonski pod, nabava odgovarajućeg namještaja koji se sastojao od 100 stolica, drvenog oltara, ambona, stalaka za svetohranište i dva kipa: sv. Antuna Padovanskog i Gospe Lurdske te oltarne slike koja predstavlja Mariju okruženu apostolima prilikom silaska Duha Svetoga na Pedesetnicu. Manju prostoriju od 8 m2 smo također uredili kao sakristiju i nabavili tri prikladna ormara s jednim radnim stolom. Na ulazu u sklonište s velikog parkirališta za aute nalazi se manja prostorija od 12 m2 koju smo također dobili na raspolaganje s telefonskom linijom, tako da smo od prvog radnog dana imali uređeni prostor s namještajem za župni ured sa svim potrebnim knjigama i formularima, u kojem je sjedila gospođica Slavica Hiršberger, naša umirovljena župljanka koja se, uz malu novčanu nagradu stavila na raspolaganje župljanima četiri sata na dan, dva sata prije i dva sata poslije podne. Župnik je početkom listopada unajmio jedan stan od 75 m2 koji se nalazi blizu skloništa na trećem katu, u ulici Ferde Livadica 5/111, gdje je živio punih 5 godina.
Uređenje atomskog skloništa za liturgijski prostor bilo je završeno prije kraja listopada 1995. g. tako da se moglo početi s liturgijskim slavljima. No, čekali smo da stigne dekret o osnivanju župe što smo dobili 03. 11. 1995. i u nedjelju, 05. 11. 1995. služena je prva sveta misa ujutro u 8 sati. Sklonište je bilo puno vjernika koji su putem prvog župnog lista bili upoznati s osnutkom župe, s novim župnikom i terminima u kojima će se služiti sv. mise u tom prostoru. Na drugu sv. misu u 10 sati došao je i delegat palotinaca, p. Jozo Ivić SAC koji je sa župnikom p. Mijom koncelebrirao, o čemu postoje fotografije. Iznenađenje je došlo nakon te sv. mise, kada je nekoliko muškaraca došlo župniku i požalilo se da od mnoštva vjernika nisu mogli prići ni blizu skloništu, a kamo li prisustvovati sv. misi pa su odmah zatražili od župnika da se ova župna sv. misa pro-populo mora organizirati u predvorju osnovne škole Ljudevit Gaj koja se nalazi na području župe. Tako je i bilo. Idućih dana jedna delegacija odraslih muškaraca sa župnikom otišli su tadašnjem ravnatelju škole i zamolili ga da možemo koristiti sportsku dvoranu u liturgijske svrhe. Nakon što smo razgledali tu dvoranu, prihvatili smo prijedlog ravnatelja i prionuli nabavci potrebnog namještaja za ovaj drugi liturgijski prostor. Ubrzo smo dali načiniti još jedan prenosni oltar i ambon, kao i dva ormara za malu sakristiju u školi, a za sjedenje smo koristili izvlačene tribine u dvorani i plastično-metalne stolice koje smo svake subote navečer iznosili iz skladišta i poredali za sjedenje, a nakon sv. mise morali smo te stolice vraćati u skladište. Za taj posao odmah se javila jedna grupa umirovljenih župljana koji su revno i redovito subotom u večernjim satima uređivali dvoranu za nedjeljnu sv. misu u 10 sati. U njoj smo slavili i veće blagdane, kao Božić, Uskrs, slavlja Prve sv. Pričesti i Krizme. Nakon jedne godine dana, morali smo se ipak preseliti u predvorje škole, gdje smo ostali još pune četiri godine, sve dok se nismo uselili u prostorije našeg novog župnog centra.
U prostoru atomskog skloništa i predvorja škole ubrzo se okupila cijela župna zajednica koja je s oduševljenjem prihvatila osnivanje nove župe u Zaprešiću koji zapravo i nije imao niti jednu „pravu“ izgrađenu crkvu i prikladan prostor za liturgijska slavlja iako je tada imao 20-ak tisuća vjernika. Naime, župa sv. Petra apostola u Zaprešiću bila je u izgradnji prave velike župne crkve i tek je za Uskrs 1995. g. počela koristiti veći prostor u kripti crkve koja je bila u izgradnji, ali još ne dovršena, od samog betona, bez prozora, bez grijanja. Župljani su, naime, ubrzo i sami shvatili potrebu za podjelom sada već grada Zaprešića na dvije župe kao i potrebu za gradnjom još jedne župne crkve. Stoga su se rado odazvali pozivu svog župnika da je uz osnivanje nove župe i gradnju nove crkve potrebno pokrenuti i još jednu živu crkvu u Zaprešiću, a to znači uključiti se od najmlađih do najstarijih u aktivnosti koje jednu župnu zajednicu čine vidljivom i prepoznatljivom u nekom mjestu. Nakon prvih sv. misa 05. 11. 1995. koji se ujedno smatra danom rođenja ove župe, počeli su se župljani okupljati u župni zbor što ga je preuzela gđa. Ivančica Mohović, profesorica glazbe uz pomoć gđa. Janje Čorušić, liječnice koja je svirala orgulje. Javili su se odmah i mladi koji su osnovali pjevački zbor mladih koji će nešto kasnije dobiti ime „Apostoli“ i koji su pjesmom i svirkom pratili nedjeljnu misu u večernjim satima, pa ubrzo nastaje i dječji pjevački zbor pod vodstvom časne sestre Smilje Čirko, članice Družbe Kćeri Božje ljubavi koje djeluju u Zaprešiću od 1994. god. Već iduću nedjelju za oltarom su bili prisutni i prvi ministranti – dječaci i djevojčice od 3. do 8. razreda osnovne škole, iako još nisu imali ministrantske haljinice, ministrirali su u civilnom odijelu sve dok ubrzo nisu bile sašivene nove duge bijele haljine s pojasom u boji. Nakon što je župnik upoznao znatan broj župljana, neke odabire i poziva za bliže suradnike u župnom Pastoralnom vijeću koje od samog početka ima dvadesetak članova od kojih će neki nakon godinu dana biti članovi Građevinskog vijeća koje će sa župnikom početi pripremanje župne zajednice za gradnju nove župne crkve i župnog centra.
Gradnja crkve i župnog centra
Za gradnju nove župne crkve u sjevernom dijelu Zaprešića, zemljište je određeno još 1986. g. GUP-om građa Zagreba, jer je Zaprešić tada pripadao Zagrebu. Zemljište od 5400 m2 nalazi se u ulici Dragutina Domjanića i smješteno je točno u sredini područja koje zahvaća nova župa B. D. Marije, kraljice apostola. Zemljište, međutim, nije bilo u vlasništvu crkve, a bilo je podijeljeno na tri dijela i imalo je tri vlasnika: grad Zaprešić, Državni ured za javne površine RH (bivši SIZ za ceste) i Fond za privatizaciju RH. Trebalo je ujediniti ove parcele u jednu i riješiti vlasništvo zemljišta što nam je i uspjelo nakon dvogodišnjih napora i pregovora s državnim institucijama koje nisu bile „voljne“ predmetno zemljište darovati župi pa smo ga u dogovoru s Nadbiskupijom Zagrebačkom pretvorili u zamjensko zemljište, kao obeštećenje dugovanja Republike Hrvatske prema katoličkoj Crkvi. Već u 1996. god. župnik, P. Mijo počinje na papir stavljati idejne skice buduće crkve i župnog centra u želji da budući prostori odgovaraju novijim zahtjevima pastoralnih potreba svih slojeva župne zajednice. Međutim, taj prvi idejni plan je odbačen od većine članova Hrvatske delegature Palotinaca, a zbog toga i od uprave njemačke provincije u Friedbergu, kojoj pripada hrvatska Delegatura, s obrazloženjem da je projekt prevelik i da predložimo neki manji, privremeni. Tada smo načinili idejni plan jedne veće dvorane s malim stanom za župnika. Međutim i taj „privremeni“ projekt je odbijen na provincijalnoj skupštini u Freisingu, u siječnju 1997. g. i zatraženo novo, treće rješenje koje je bilo napravljeno u proljeće 1997. te prihvaćeno od svih članova hrvatske Delegature i provincijalne konzulte. Taj idejni projekt povjerili smo projektnom birou L. T. iz Zagreba, a nositelj projekta je bila arhitektica, gđa. Lea Bošnjak-Horak iz Zagreba. Ubrzo je načinjen glavni projekt uz pomoć kojega smo tražili sve potrebne suglasnosti koje su bile ishođene u proljeće 1999. god. Ostalo je srediti imovinsko-pravne odnose s nosiocima vlasništva zemljišta na kojem treba graditi crkvu i centar što nam je konačno uspjelo početkom srpnja, 1999. god. Sa svom potrebnom dokumentacijom za gradnju predali smo zahtjev za izdavanje građevinske dozvole koju smo imali u rukama točno 23. 08. 1999. U međuvremenu su načinjeni i izvedbeni projekti pa smo mogli raspisati natječaj za gradnju crkve i župnog centra. Od sedam velikih građevinskih tvrtki u Hrvatskoj, na natječaju je pobijedila tvrtka Tempo iz Zagreba koja je bila najpovoljnija.
Ugovor o gradnji bio je sačinjen za oba objekta: i crkvu i centar. Međutim, na sastanku hrvatske Delegature i uprave Provincije 08. i 09. 10. 1999. odlučeno je da se razdvoji izgradnja ova dva objekta zbog financiranja koje tih dana još nije u potpunosti moglo biti točno definirano pa se na inzistiranje župnika, P. Mije odlučilo za gradnju župnog centra, a nakon toga će se graditi župna crkva, što je uz protivljenje nekoliko članova hrvatske Delegature na kraju prihvaćeno, jer se time rješavamo i skloništa, i predvorja škole i unajmljenog stana za svećenike. Ugovor o gradnji centra je potpisan 11. 10. 1999. g., a s gradnjom istoga počelo se 18. 10. 1999. Sam tijek izgradnje tekao je bez većih poteškoća, osim što je tvrtka Tempo kasnila s rokovima izgradnje 1. etape (rohbau) tako da smo neke završne radove morali raditi paralelno što nije u skladu sa zakonima gradnje, no termin završetka izgradnje i otvorenje centra bili su definirani već krajem svibnja 2000. god. Bilo je radosno gledati kako iz zemlje „niče“ zgrada župnog centra koji u podrumu ima pet što manjih, što većih dvorana za razne aktivnosti djece, mladih i odraslih župljana. U prizemlju je velika župna dvorana od 216 m2 u koju stane više od 200 stolica i ima malu binu za razne namjene. Tu je pored glavnog ulaza u župni centar prostrani župni ured sa svom potrebnom opremom. Pored njega manja prostorija za biblioteku i dvije prostorije za kreativne radionice s dva spremišta i sanitarnim čvorovima. Na katu i u potkrovlju iznad ovog dijela centra su sobe za svećenike i njihove goste s dnevnim boravkom i kuhinjom.
Ovdje bi bilo zanimljivo spomenuti različite reakcije župljana kada su vidjeli zgradu župnog centra koja im se u prvi mah učinila „prevelikom“ i čak nepotrebnom. Zašto? Zato što vjernici u našoj domaćoj crkvi nemaju predodžbu o župnom centru. Taj im je pojam sasvim nov. Njima je pred očima uvijek samo župnikova kuća ili „farof“, kako se to u ovom kraju kaže, u kojoj živi župnik i njegov kapelan, jedna prostorija za župni ured te dnevni boravak i kuhinja u koju za vjernike nema pristupa, osim ureda. Da i oni imaju svoje prostorije kamo mogu doći i družiti se u dogovoreno vrijeme, to im se činilo gotovo nemogućim. Stoga su i najveći „skeptici“ ubrzo prihvatili ovaj župni centar kao svoj „drugi dom“ u kojeg mogu slobodno doći i djeca, i mladi i odrasli i provoditi svoje slobodno vrijeme u raznim igraonicama kao što su mali sportovi ili razni oblici gimnastike, folklora i plesa ili kreativnim radionicama te obiteljskim svečanostima prilikom slavlja rođendana, prve pričesti i krizme pa čak organizirati i karmine nakon sprovoda. Naravno, tu se okupljaju i razne molitvene grupe (poput neokatekumena i karizmatika), veći susreti mladeži na razini dekanata ili arhiđakonata; razne izložbe i prezentacije, sajmovi za Uskrs i Božić i td…. Danas su prostorije centra u punom pogonu svakog dana i to posebno u večernjih satima, na radost i zadovoljstvo svih koji u nj navraćaju.
Posebnu radost doživjela je župa 28. listopada, 2000. god. kada je uz mnoštvo vjernika i uzvanika pomoćni zagrebački biskup, mons. dr Vlado Košić blagoslovio dovršeni župni centar u kojem su se odvijale sve aktivnosti. Dobili smo prekrasnu veliku župnu dvoranu u kojoj se služile sv. mise i sva druga liturgijska događanja; dvije skromno opremljene učionice za župni vjeronauk s 30 i 40 sjedećih mjesta; dvoranu za mlade u koju i danas rado navraćaju i druže se u večernjim satima; veliku dvoranu s kuhinjom za druženja za četrdesetak osoba; prostoriju za probe župnih zborova s orguljama te nekoliko spremišta za hranu i piće s potrebnim sanitarnim čvorovima. S pravom se može reći da je otvorenjem ovog župnog centra župa doživjela novi zamah u svojem poslanju što su osjetili i gosti koji su prisustvovali činu posvete, a na poseban način je to izrazio provincijal Palotinaca, P. Fritz Kretz SAC koji nije mogao sakriti svoje sumnje od prošle godine, kada smo obećali da će centar biti dovršen krajem 2000. god.
Pošto je vodstvo provincije Palotinaca bilo zadovoljno s izgradnjom župnog centra, na redovitom jesenskom susretu hrvatske Delegature i uprave provincije, odlučeno je da se idućeg proljeća može početi i s gradnjom župne crkve pošto su planovi i dozvole za taj objekt bile gotove. Trebalo je samo provesti novi natječaj i naći novog izvođača radova, pošto je građevinsko vijeće sa župnikom odlučilo da izgradnju crkve povjeri drugom izvođaču, a ne tvrtki Tempo iz Zagreba. Ovaj put smo se odlučili za privatne tvrtke i pozvali na natječaj pet poznatijih tvrtki iz Zagreba i okolice. Na natječaju je prošla privatna tvrtka Kamgrad iz Zagreba, vlasništvo gosp. Dragutina Kamenskog s kojim smo 05. ožujka, 2001. god. potpisali ugovor o izgradnji crkve, a radovi na izgradnji počeli su 01. travnja iste godine. Ugovorena je samo prva faza izgradnje (rohbau), a unutarnje uređenje, sve instalacije, podovi, obloge zidova i namještaj ugovarali smo pojedinačno s manjim privatnim tvrtkama koje su svoj posao obavljali na vrijeme i savjesno, tako da je crkva bila dovršena krajem ožujka 2004. god. s dijelom najnužnijeg namještaja. Kamen temeljac posvetio je i položio zagrebački pomoćni biskup, mons. Josip Mrzljak 14. 05. 2001. na svečanoj večernjoj sv. misi na samom gradilištu nove crkve.
Veliku radost doživjeli su župljani kada su na cvjetnicu, 04. travnja, 2004. god. iz velike dvorane župnog centra mogli u procesiji s maslinovim grančicama u rukama ući u novu, prostranu župnu crkvu koja je odisala lijepom jednostavnošću s puno svijetla i topline koju joj daje drvena obloga zidova u boji bijelog javora. Nakon pune tri godine, među nama je opet pomoćni zagrebački biskup, mons. Josip Mrzljak koji na svečanoj sv. misi u nedjelju, 23. svibnja, 2004.g. blagoslivlja novu crkvu i svu muku i višegodišnje odricanje vjernika i drugih donatora koje su u nju ugrađene. Nakon toga župljani se ne predaju. Ovo slavlje daje im još više odlučnosti da dovrše i ono što još nedostaje novoj crkvi. Odlučuju samo skupljati dobrovoljne priloge kako bi na tornju nove crkve što prije zazvonila prava, klasična zvona. U tu svrhu sakupljaju u ljeti 2004. g. točno 20.000 € nakon čega naručujemo zvona u Zagrebu u ljevaonici Tržec koja su bila postavljena u dogovoreno vrijeme i na blagdan sv. Lucije, 13. 12. 2004. su počela zvoniti. Već početkom lipnja iste godine gosp. Jure Žaja iz Zaprešića postavlja na prozor prvi vitraj s likom Duha svetoga kao osobni dar povodom primanja sakramenta sv. Potvrde njegove kćeri Marije. Nakon njega, mnoge obitelji iz župe se dobrovoljno javljaju i daruju po jedan vitraj, tako da crkva već u proljeće 2005. god. ima svih 28 vitraja koji krase unutrašnjost crkve i daju joj poseban ugođaj svetog prostora. Još u jesen 2004. god. obitelj Ljube Puljića iz Zaprešića daruje svojoj crkvi veliku oltarnu sliku – ulje na platnu od 10 kvadratnih metara, koja prikazuje Mariju koja lebdi iznad župne crkve ispred koje su prikazani ljudi, vjernici svih uzrasta i zvanja, koji predstavljaju Isusove učenike i apostole, pošto želimo u ovoj župi kod svih župljana razviti tu svijest da su i oni, po krštenju Isusovi apostoli koji moraju živjeti to svoje poslanje i drugima ga naviještati i svjedočiti. Iste godine, pred Božić uspjeli smo u crkvi napraviti 12 dugačkih klupa s klecalima, a pred Uskrs 2008. god. dovršene su i ostale klupe, njih 16, tako da u crkvi ima oko 500 sjedećih mjesta.
Tako je i crkva u velikoj mjeri bila dovršena da smo mogli kao velika vjernička obitelj pozvati našeg uzoritog kardinala i nadbiskupa, mons. dr. Josipa Bozanića da nam posveti našu prekrasnu crkvu, što je i učinjeno 07. svibnja, 2005. god. na svečanoj sv. misi. Tog su dana župljani bili posebno radosni i ponosni na svoju novu župnu crkvu koja ostaje mnogim generacijama iza nas kao dokaz da je i u ovo vrijeme, početkom novog tisućljeća, u Zaprešiću bilo dovoljno ljudi koji su iz svoje vjere i ljubavi prema Bogu smogli snage da naprave ovakvu crkvu.

### Župa Svetog Vinka Pallottija u Vinkovcima
OSNIVANJE ŽUPE - KUPOVANJE KUĆE - ADAPTACIJE
• Prije izdavanja samog dekreta osnivanja župe, Provincijal Palotinaca o. Martin Juritsch SAC još je nekoliko puta morao doći u našu zemlju. 12. travnja 1977. u Đakovu u biskupijskom ordinarijatu su prisutni o. provincijal Martin Juritsch SAC, o. Jo de Brant SAC, delegat južno-Njemačke Provincije Družbe katoličkog apostolata (nadležan za poslove Družbe u Jugoslaviji), o. Marin Plum SAC kapelan u Ivankovu i g. župnik iz Ivankova vlč. Vladimir Mikrut. Taj dan je napisan dekret osnivanja župe Vinkovci IV.
• Župa je po dekretu osnovana 15. travnja 1977. g. Detaljni tekst ovog dekreta nalazi se u arhivu ove župe.
Kupnja kuće i kamionske garaže
• Nakon izdavanja dekreta odmah se počinje tražiti kuća koja bi služila za pastoralne potrebe do izgradnje crkve i pastoralnog centra. Između više opcija najbolja je bila kuća s okućnicom u ulici Maršala Tita 69 (H. D. Genschera). Uz tu trošnu kuću u dvorištu se nalazila i kamionska garaža. Nakon nekoliko mjeseci adaptiranja i preuređenja, kuća je bila spremna za stanovanje svećenika i održavanje vjeronauka, a kamionska garaža je pretvorena u kapelicu.
Adaptacija kuće i kapelice
• Poslije ovoga je prošlo još koji mjesec dana, a tada smo počeli s adaptacijom garaže i ljetne kuhinjice u kapelicu. Radove je izvodio Ante Kelava, zidar iz naše ulice. Radilo se preko cijele zime. Koncem travnja je i kuća i bivša garaža posve drukčije izgledala. U kuću je uveden vodovod. Napravljena kanalizacija sa septičkom jamom. Presađena je monofazna struja. Cijela je kuća krečena i svi podovi preuređeni. Jedino su ostavljeni sitni parketi u kancelariji i kapelanovoj sobi. U ostalim prostorijama su postavljeni posve novi podovi. Tako je kuća bila kako-tako prilagođena za stanovanje.
Otvorenje župe 28. svibnja 1978.
• Otvorenje župe je bilo 28. svibnja 1978. Za samo otvorenje su već aktivirani župljani. Odazvali su se više nego lijepo. Posvetu kapelice je obavio Preč. p. Mato Bešlić generalni vikar. Propovjedao je vlč. g. Ivan Šešo - duhovnik u Đak. bogosloviji. U asistenciji je bio p. Jo De Brant. Nakon mise na kojoj je sudjelovalo oko 350 osoba u dvorištu smo pod šatorima imali ručak za svećenike i ostale uzvanike. Uglavnom razne suradnike za vrijeme adaptacije i neke starije ugledne župljane. Atmosfera je bila vesela i pjevalo se za stolom. Među uzvanicima je jedini nedostajao inž. Vladimir Pruzinac prema čijim idejama je kapelica i napravljena. Već za ručkom su mi župljani sugerirali da bi trebalo pozvati na večeru još neke župljane koji su navodno uvrijeđeni. Radilo se o komšiji Kiš. Poslije su pozvani jošneki drugi. Večera je bila u posebnoj atmosferi. Pod šatorom za jednim stolom su sjedili odrasli, a za ostalim djeca. Pjevalo se i sviralo uz gitaru. Mnogi su kasnije pričali da im je to ostalo u nezaboravnoj uspomeni.
Nakon otvorenja i rast župe
• Nakon otvorenja polako su župljani počeli dolaziti i upoznavati se. Među prvim obiteljima koji su nam se pridružili bile su sljedeće: Kelave, Mesići, Rajkovići, Boškovići, Previšići Pero i Božica prvi susjedi koji su od samoga početka za puno toga bili «desna ruka». Zatim Tustonjići, Šlezakovi, Vidinovići i drugi. Od prilike istih dana kada je naša župa otvorena, došao je u staru Vinkovačku župu, bivši župnik iz Zemuna dr. Đuka Marić. Protestirao je protiv naše župe i ignorira ju i ometa gdje god može i danas nakon 5 i pol godina. Nikad nisam shvatio njegove razloge i motive za tako nešto, ali on valjda misli da ih ima.
Rast župe
• Pokušat ću sada u kraćim crtama navesti još neke događaje koji su se zbivali s vremenom kako je župa rasla.
• Odmah iza otvorenja župljani su davali priloge u novcu da bi otplatili troškove adaptacije. U prosjeku su bili uvijek velikodušniji nego što se tražilo. Do danas se na to ne mogu potužiti.
• 6. VI. 1978. imali smo radnu akciju. Nasipali smo zemljom dvorište i betonirali prostor između traka za ulaz automobila. Također smo razvezli jedan dio zemlje koja je stajala iza kapelice od kako je kopana septička jama. Kasnije je ostatak zemlje buldoživom Tomislava Dujića, našeg župljanina razgurao naš župljanin Ivan Majstorović.
• 10.VI.1978. pokrenuli smo akciju skupljanja novca da se za kapelicu nabavi jedan veći broj stolica. Stolice su odmah tih dana i kupljene. Od onoga što su skupili vratili smo provinciji novac za stolice koji smo posudili.
Vjerski tisak
• 24.VI. pokrenuli smo naručivanje vjerskog tiska. Najviše se župljana javilo kao pretplatnici Glasa Koncila.
• 8.VII.1978. Pranje crkvenog rublja su preuzele naše župljanke Božica Bošković, Anka Tomašević i Katica Gadžić.
• 15.VII.1978. Počela je redovito dolaziti vjerska štampa. Bili su to listovi: Glas Koncila, Kana, Mali Koncil, Radosna vijest, Naša ognjišta, Glasnik Srca Isusova i Marijina.
• 22.VII.1978. Uvodimo LUKNO koje iznosi 100 ND po odrasloj zaposlenoj osobi. Nakon «pobune» se pomirujem sa 150 ND po domaćinstvu ili «paru».
• Tih dana je jedna časna sestra iz «Marijinog Doma» obnovila bojama kip sv. Antuna Padovanskog. I kad smo već kod toga, već prije je trebalo spomenuti, u drvu rezani kip Majke Božje s djetetom Isusom, gipsani kip sv. Antuna Padovanskog, i križni put smo dobili od župe sv. Duha u Nuštru.
Početak raznih pastoralnih aktivnosti:
• 24.06. 1978. počinje redovito dolaziti Vjerski tisak: Glas Koncila, MAK, Kana, Naša ognjišta, Radosna vijest, Glasnik SIM.
• 12.08. uvođenje treće nedjeljene mise u 9:00 (do tada su bile samo u 7:30 i 19:00)
• 25.09. Započinje redovito održavanje vjeronaučnih susreta u župi.
• 22.05.1979. vjeronauk za mlade.
Osniva se veliki župski zbor 2.11.1980.
• Sestra Hijacinta prihvatila se rada sa zborom. Nakon probe glasova, oformljen je zbor i probe zbora se održavaju redovito.
Izdan prvi župski list.
• Prvi broj župskog lista izašao je 28.11.1982. To je bio listić na dvije stranice umnožen vlastitim ciklostilom. Sastojao se od: Uvodna riječ, Izviješće s roditeljskih sastanaka, Raspored liturgijskih događanja, Rubrika mladih, Rubrika starih, i novosti iz župe. Naziv župskog lista je «VINKO»
Župska biblioteka
• Biblioteka je počela s radom 13.03.1983. Na početku je imala tek 300-ak knjiga uglavnom duhovnog sadržaja. Biblioteku je u početku vodila djevojka Maja Šlezak.
Biblijska Grupa i vjeronauk za mlade
• mladi i ambiciozni kapelan p. Jozo Ivić pokreće i vodi biblijsku grupu, koja se svaki tjedan sastaje radi druženja s Božjom Riječi, te vjeronauk za mlade.
Instukcije iz jezika
• Kapelan Jozo daje instrukcije školarcima iz stranih jezika: talijanskog, francuskog, njemačkog i engleskog.
Gradnja crkve i samostana
05.02.1985. konačno je «Komitet za urbanizam i komunalne djelatnosti» izdao građevinsku dozvolu za crkvu, ali ne i za pastoralni centar.
16.12.1984. Dostavljena kompletna dokumentacija projekta crkve i pastoralnog centra. Projektnu dokumentaciju izradio ing. Srećko Lovrinčević iz Osijeka. Na građevinsku dozvolu se još čeka.
17.03.1985. potpisan ugovor o gradnji između Župe sv. Vinko Pallotti i «IGP Graditelj»
• Dana 10.04.1985. dolaze teški strojevi počinju kopanje na mjestu gdje će niknuti nova crkva.
Građevinska dozvola za pastoralni centar - samostan.
• nakon dužih natezanja, prepravaka i odbijanja, «Komitet za urbanizam i komunalne djelatnosti» 01. 02. 1986. izdaje dozvolu za gradnju.
Ugovor s građevinskom poduzećem i početak radova
• Za izvođača radova na izgradnji samostana izabran je opet «IGP Graditelj» iz Vinkovaca.
Prva polnoćka u novoj crkvi 1986
• Za Božić 1986. u netom dovršenoj crkvi okupilo se veliko mnoštvo na misi polnoćki. Čak je nekoliko stotina ostalo izvan crkve jer ne mogaše od gužve ući.
Završena gradnja samostana
• 20.07.1987. je preseljeno iz sare kuće u novu zgradu samostana.
Posveta crkve 24.09.1989.
• Najsvečaniji dan jedne župske zajednice. Nakon pet godina traženja dozvole i gotovo pet godina gradnje napokon je posvećena župna crkva svetog Vinka Pallottija. Crkvu je posvetio biskup Ćiril Kos uz nazočnost mnogih uglednih gostiju i oko 5.000 vjernika iz cijelih Vinkovaca i šire.
Srušena stara kuća
• Ujesen 1989 srušena je trošna stara kuća koja je služila kako župna kuća i vjeronaučna dvorana. Dok je kapelica (bivša kamionska garaža) pretvorena u dvoranu za različite namjene.
Župa u ratu
Počinje rat u Vinkovcima
• 19.07.1991. dogodio se prvi minobacački napad na Vinkovce iz pravca Mirkovaca. Nakon toga napadi su učestaliji. Padaju sela u istočnoj Slavoniji i stižu prognanici u Vinkovce.
Granata pogodila našu crkvu
• 15.09.1991. topovska granata pogodila našu crkvu s istočne strane.
Grad porušen i prazan
• listopad 1991. grad je gotovo napušten. Žene i djeca su otišli u sigurnija mjesta, na obalu i u Zagreb, ostali su samo branitelji i pokoja obitelj.
Polnoćka 1991.
• p. Mijo Šibonjić slavi misu polnoćku s braniteljima u naselju «Mala Bosna»
Priznanje R. Hrvatske i povratak izbjeglica
• nakon međunarodnog priznanja ratno stanje u Vinkovcima se smiruje i granate padaju sve rjeđe. Obitelji se polako vraćaju u župu.
Gađana crkva, razrušena susjedova kuća
• u noći 15.04.1992. četnici iz sela Mirkovaca gađali crkvu, a pogodili obiteljsku kuću susjeda Jerka Grubišića s tri rakete «Orkan».
Ratna djelovanja, granatiranje i pucnjava postaju sve rjeđi,
• ali obnova života i skrb o izbjeglicama, prognanicima i povratnicima teče mukotrpno
Poratna obnova i dovršenje interijera crkve
Postavljen križni put
• Umjetnik iz naše župe g. Branko Bazina izradio je križni put koji je 03.03.1996. postavljen u crkvi.
Postavljeno raspelo u središtu crkve
• raspelo koje je izradio također župljanin Branko bazina postavljeno je iznad oltara. Raspelo je izrađeno iz jednog komada od debla trešnje.
Postavljen «Križ umrlih»
• 1.12.1996. na dnu crkve kod ulaza na galeriju postavljen je veliki drveni križ na kojeg će se stavljati mali križići s imenima pokojnika. Križići na velikom križu ostaju od smrti pokojnika sve do Dana mrtvih kao podsjetnik da molimo za naše pokojne. A na dan mrtvih kada na poseban način molimo za naše pokojne župnik predaje obiteljima pokojnika križiće s imenima pokojnika.
Uvedena misa za djecu
• 01.12.1996. uvedena misa za djecu svake nedjelje u 11:00. Na toj misi pjeva dječji zbor podvodstvom sestre Jelene, uzima se misni kanon koji je prilagođen za misu s djecom, propovijed je također prilagođena djeci.
Postavljene Oltarne slike
• 27.03.1997. postavljene dvije velike oltarne slike koje je naslikao župljanin Branko bazina. Slike prikazuju «Silazak Duha Svetoga» i «Svetog Vinka Pallotti» Sliku sv. Vinka Pallotti darovala je Udruga dragovoljaca Domovinskog rata Lenije 1991.
Predstavljen Zbor mladih
• 03.03.1997. nakon dvomjesečnih priprema mladi pod vodstvom s. Jelene na Uskrs zbor mladih prvi puta svojom pjesmom i svirkom uljepšavaju večernju svetu misu. Probe se i dalje nastavljaju, a svake nedjelje sudjeluju pjesmom i sviranjem na večernjoj svetoj misi.
Digitalizacija župne kartoteke - 12.06.1997.
• Nabavljeno je računalo i program za vođenje župske administracije i započet je unos podataka koji će potrajati neko vrijeme ali će olakšati administrativni dio posla na župi.
Obnova dvorane za mlade
• bivša kapelica (kamionska garaža) se obnavlja. Mijenja se krov i stavlja nova fasada. Dvorana služi za susrete mladih, vjeronauk, ali i za druge potrebe.
Nova dvora u potkrovlju (22.1.2003)
• U potkrovlju samostana bilo je mnogo neiskorištenog prostora, a župi za pastoralne potrebe trebala je još jedna veća dvorana. Uz pomoć župljana vičnih majstorluku dvorana je uređena. Nakirbaj 22.1.2003. je svečano otvorena.
HRT prijenosi misu iz naše crkve 02.03.2003.
• vrlo lijep prijenos mise u 11:00. na misi su sudjelovala sva tri pjevačka zbora.
Zeleni cvijet za uređenje župskog dvorišta
• 23. 11.2003. u Sisku je u sklopu akcije «Zeleni cvijet» Ministrastva turizma našoj župi dodijeljena diploma sa srebrnim znakom za najuređeniju župu i župni dvor.
Župnici, kaplani, časne sestre i sakristani
Župnici:
• P. Marin Plum SAC od početka do 15.11.1984.
• p. Jozo Ivić SAC od 15.11.1984. do 28.08.1995.
• p. Franjo Spajić SAC od 28.08.1995. do 28. 01. 1996.
• p. Jo de Brant SAC od 28. 01. 1996 do 01.08.2000
• p. Ilija Sudar SAC od 01.08.2000 -
Kapelani:
• p. Đuro Međed SAC. Od 09.09.1979. do 1. kolovoza 1981.
• p. Franjo Spajić SAC. Od 1. kolovoza 1981. do 23.05.1983.
• p. Jozo Ivić SAC. Od 23.05.1983 do 15.11.1984.
• p. Mijo Šibonjić SAC od 15.11.1984. do 28.08.1995.
• p. Ilija Sudar SAC od lipnja 1996. do 01.08.2000
• p. Jozo Ivić SAC od 01.08.2000 do 1.5.2004.
• p. Željako Lemaić SAC 1.5.2004. do
Časne sestre:
• Sestra Robertina Zorić. Od 10.09.1977. do 1.10.1980.
• Hijacinta Hoblaj. Od 1.10.1980. do 16.09.1984.
• Bernardeta Mihaljević. Od 16.09.1984. do 10.09.1995
• sestra Jelena Kovačević od 10.09.1995. do
• sestra Deodata Kovačević
• sestra Karolina Pitinac
Sakristani:
g. Ilija Tomašević od 1978 do 20.09.1998.
g. Mato Čeko od 20.09.1998. -

## Vanjske poveznice
- Palotinci
- Župa u Zaprešiću
- Župa u Vinkovcima  Arhivirana inačica izvorne stranice od 9. rujna 2010. (Wayback Machine)
- Palotinci - Hrvatski redovnici  Arhivirana inačica izvorne stranice od 25. lipnja 2007. (Wayback Machine)
- "Autobiografija s neba".pps[neaktivna poveznica]